# جون كلوبنبورغ
جون كلوبنبورغ (باللاتينية: John S. Kloppenborg) أستاذ دين كندي كتب العديد من الكتب والمقالات في دراسة العهد الجديد. وهو رئيس قسم ومركز دراسة الدين في جامعة تورنتو ومشارك في جماعة Context Group.
قام بأبحاث عن أصول ومصادر الكتابات المسيحية المبكرة بما فيها وثيقة ق التي يعتقد أنها إحدى أول المؤلفات التي ضمت تعليمات يسوع. وقد درّس وكتب عن النسخ المختلفة للنصوص قبل البيبلية عن معنى واستعمالات أمثال يسوع.

## نسخة ق النقدية
طبع كتاب نسخة ق النقدية في 2001 وهو من تأليف جيمس روبنسون وبول هوفمان وجون كلوبنبورغ.
يقدم هذا الكتاب الضخم من ثلاثة علماء محررين نسخة تحريرية عن الشكل الأصلي لوثيقة ق وما إذا كانت مكتوبة باليونانية أو الأرامية. والكتاب نتيجة لمشروع Q العالمي (IQP) الذي أطلقته جمعية الأدب الكتابي في 1985 لوضع نسخة نقدية سهلة الوصول للمصدر الذي اعتمد عليه متى ولوقا.

## كتبه
- The Sayings Gospel Q in Greek and English with Parallels from the Gospels of Mark and Thomas, Contributions to Biblical Exegesis & Theology vol. 30 with جيمس روبنسون and Paul Hoffmann
- Documenta Q edited by جيمس روبنسون, John S. Kloppenborg, and Paul Hoffmann, with contributions from the International Q Project
- The Tenants in the Vineyard: Ideology, Economics, and Agrarian Conflict in Jewish Palestine (2006)
- Apocalypticism, Antisemitism and the Historical Jesus: Subtexts in Criticism Journal for the Study of the New Testament, Supplement Series, vol. 275 with John W. Marshall (2005)
- Excavating Q: The History and Setting of the Sayings Gospel (Minneapolis: Fortress Press, 2000)
- The Critical Edition of Q with جيمس روبنسون and Paul Hoffmann (Hermeneia; Minneapolis: Fortress; Leuven: Peeters, 2000)
- Voluntary Associations in the Graeco-Roman World with Stephen Wilson (1996)
- Conflict and Invention (Valley Forge, Pa.: Trinity Press Int'l, 1995)
- The Shape of Q: Signal Essays on the Sayings Gospel (Minneapolis: Fortress, 1994)
- Scriptures and Cultural Conversations: Essays for Heinz Guenther at Sixty-five Pp. 211 (1992)
- Early Christianity, Q and Jesus Ed. with Leif E. Vaage Pp. 265 (1991)
- Q-Thomas Reader (1988) with Michael G. Steinhauser، ستيفن باترسون, and Marvin W. Meyer
- Q Parallels: Synopsis, Critical Notes & Concordance (1988)
- The Formation of Q: Trajectories in Ancient Wisdom Collections (Minneapolis, 1987)